# Onocolus granulosus
Onocolus granulosus là một loài nhện trong họ Thomisidae.
Loài này thuộc chi Onocolus. Onocolus granulosus được Cândido Firmino de Mello-Leitão miêu tả năm 1929.